# Computerworld Россия
Computerworld Россия — российская версия журнала Computerworld, которая издавалась в 1995-2018 годы по лицензии International Data Group. Журнал выходил раз в неделю и был посвящён информационным технологиям. В журнале публиковались обзоры событий индустрии информационных технологий в России и в мире, материалы о новых технологиях, примеры успешных внедрений информационных систем на российских предприятиях. Выходил до марта 2018 года.